# Disco (topología)

Disco.

En topología y análisis real un disco de radio r, es la colección de puntos del plano cartesiano cuya distancia es <= r (disco cerrado) o bien < r (disco abierto), respecto de un punto denominado centro. La frontera topológica de un disco es una circunferencia. Para dimensiones mayores a 2, el n-disco se denomina bola (matemática) y su frontera es una n-1-hiperesfera.

## Discos abiertos y cerrados
En un topología, un disco D de radio r se denomina disco abierto cuando no incluye los puntos de la frontera del disco (d < r):
Si el centro está situado en el origen de coordenadas:
{\displaystyle D=\{(x,y)\in \mathbb {R} ^{2}\ :\ x^{2}+y^{2}<r^{2}\}}
Si el centro está en el punto (a, b):
{\displaystyle D=\{(x,y)\in {\mathbb {R} ^{2}}:(x-a)^{2}+(y-b)^{2}<r^{2}\}}
Un disco cerrado es el conjunto de puntos que incluye los de la frontera de dicho disco (d ≤ r):
Si el centro está en el origen de coordenadas:
{\displaystyle {\overline {D}}=\{(x,y)\in \mathbb {R} ^{2}\ :\ x^{2}+y^{2}\leq r^{2}\}}
Si el centro es el punto (a, b):
{\displaystyle {\overline {D}}=\{(x,y)\in {\mathbb {R} ^{2}}:(x-a)^{2}+(y-b)^{2}\leq r^{2}\}}
La frontera de un disco es la circunferencia de radio máximo:
{\displaystyle \partial D=\{(x,y)\in \mathbb {R} ^{2}\ :\ x^{2}+y^{2}=r^{2}\}}